# Marsdenia oligantha
Marsdenia oligantha är en oleanderväxtart som beskrevs av Karl Moritz Schumann och Pilg.. Marsdenia oligantha ingår i släktet Marsdenia och familjen oleanderväxter. Inga underarter finns listade i Catalogue of Life.